# Punch (revista)

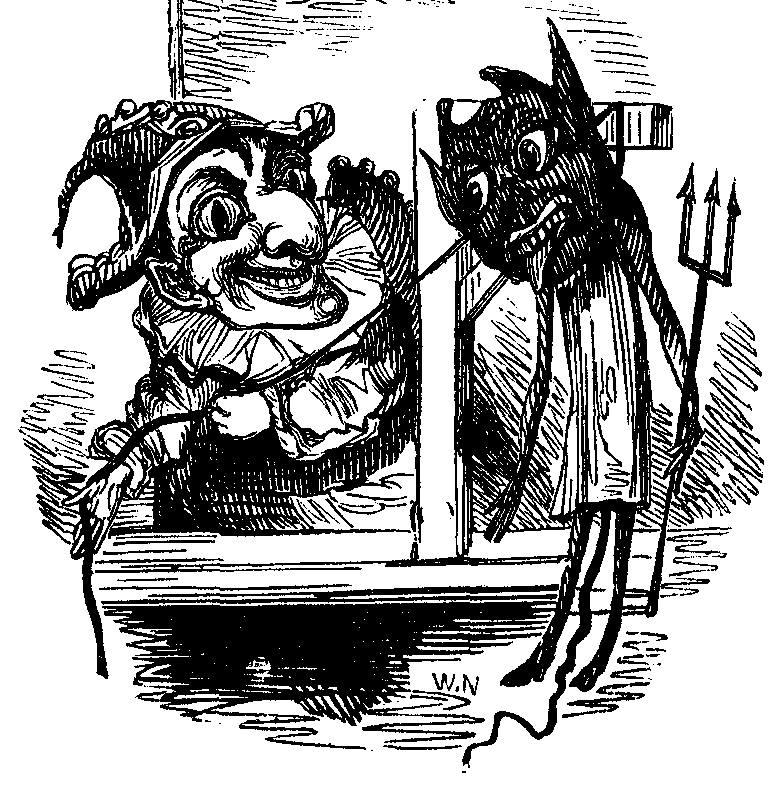
Detalle de la primera portada que muestra a Punch ahorcando al Diablo.

Punch, or the London Charivari fue una revista ilustrada británica de humor y sátira publicada de 1841 a 1992, y de 1996 a 2002. Fue fundada el 17 de julio de 1841 por Henry Mayhew y el grabador Ebenezer Landells. Conocido sobre todo por sus caricaturas burlescas, a lo largo de su historia, tanto sus directores, como sus columnistas y caricaturistas incluían muchos de los grandes nombres de estos géneros en lengua inglesa.
Al inicio, la revista era editada de manera conjunta por Mayhew y Mark Lemon. Alcanzó su máxima circulación en la década de 1940, con 175 000 ejemplares por tirada, aunque luego fue declinando paulatinamente hasta su cierre en 1992, después de 150 años de publicación. En 2004, gran parte del archivo de la revista fue vendido a la Biblioteca Británica.

## Historia

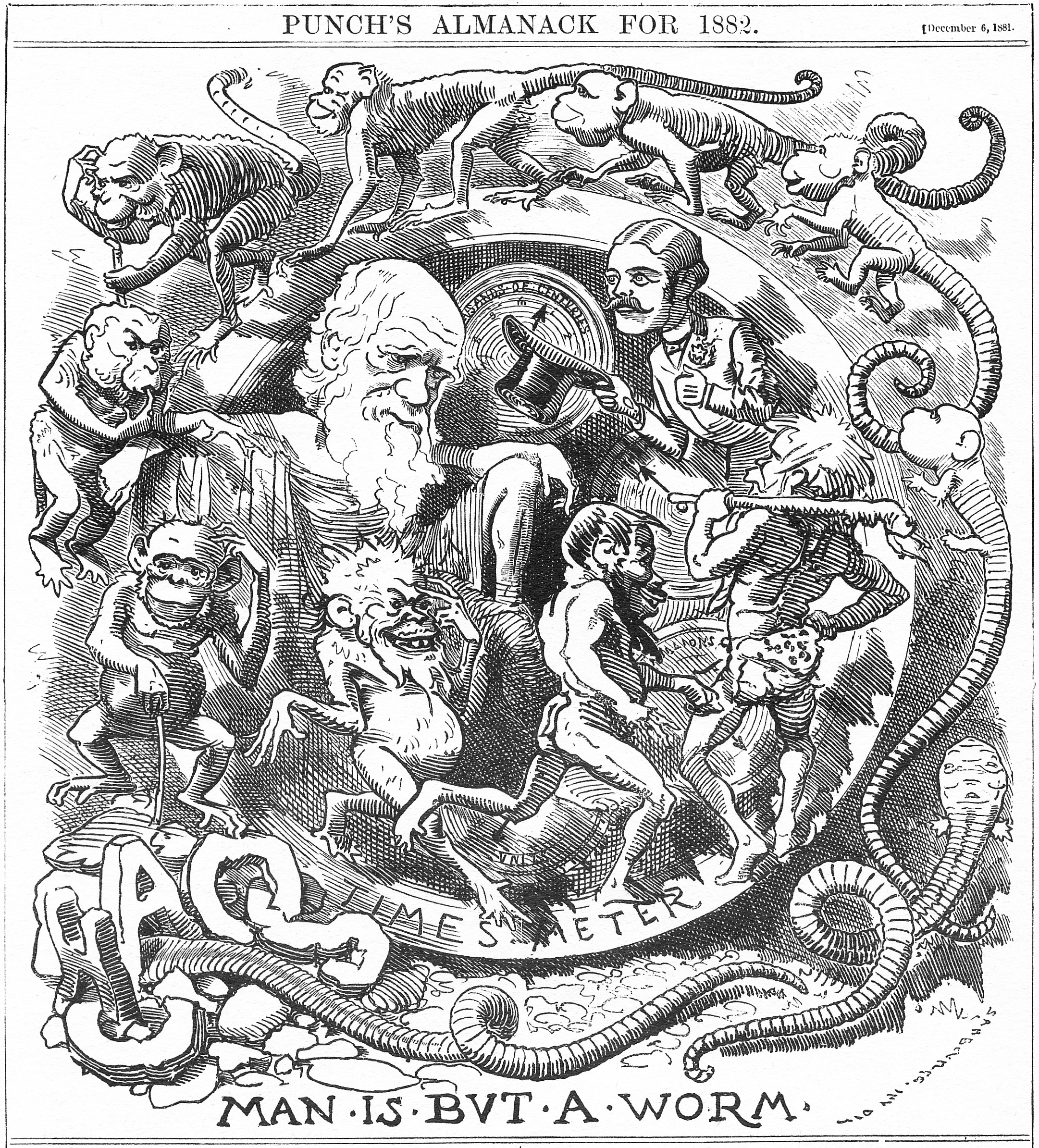
«El hombre no es más que un gusano»: El almanaque de 1882 de la revista Punch, publicado al poco de la muerte de Darwin.

Punch fue fundado el 17 de julio de 1841 por Henry Mayhew y el grabador de madera Ebenezer Landells, con una inversión inicial de 25 libras. Fue editado conjuntamente por Mayhew y Mark Lemon.
Subtitulada en sus inicios como The London Charivari —en alusión a la publicación satírica francesa Le Charivari—, Punch reflejaba la línea humorística de aquella publicación. Los editores nombraron la revista como alusión al célebre y anárquico títere Punch (Polichinela), tradicionales en la comedia inglesa; el nombre de la publicación también aludía a una broma del primer director de la publicación, Lemon de apellido, que insistía en que «el ponche (punch, en inglés) sin limón no vale nada». Mayhew cesó como editor en 1842 y se convirtió en asesor principal de la revista hasta 1845, cuando terminó su relación con Punch. En 1843, la publicación acuñó la palabra cartoon para referirse a una ilustración cómica en lugar del uso original que tenía hasta entonces, del italiano cartone.
El ilustrador Archibald Henning diseñó la portada del primer número. Posteriormente, el diseño de cubierta iría variando con los años, hasta que Richard Doyle (tío de Arthur Conan Doyle) diseñó una plantilla definitiva en 1849. Entre 1860 y 1870, Punch —de talante conservador— se enfrentó a una creciente competencia de origen liberal, como la revista Fun, pero a partir de 1874 esta competencia se desdibujó. Esta competencia llegó hasta el café Evans de Londres, donde las publicaciones rivales organizaban mesas redondas enfrentadas a diario.
A pesar de su fama de conservador, la revista no dudaba en denunciar a las injustícias sociales, publicando incluso «The Song of the Shirt» (1943) de Thomas Hood, una famosa denuncia del capitalismo, y dirigía su sátira política contra los primeros ministros Robert Peel y Benjamin Disraeli. Incluso llegó a señalar que, mientras el príncipe consorte Alberto recibía un estipendio anual de 30 mil libras, el gasto anual del gobierno en la enseñanza para los pobres era 10 mil libras.
Asimismo, su director de 1874 a 1880 fue el dramaturgo radical Tom Taylor, que había escrito una obra en 1863 denunciando a sistema penal.
En 1992, con una tirada de 33 000 ejemplares, su propietario, United Newspapers Group, decidió cerrar la revista.

### Terminología de la caricatura

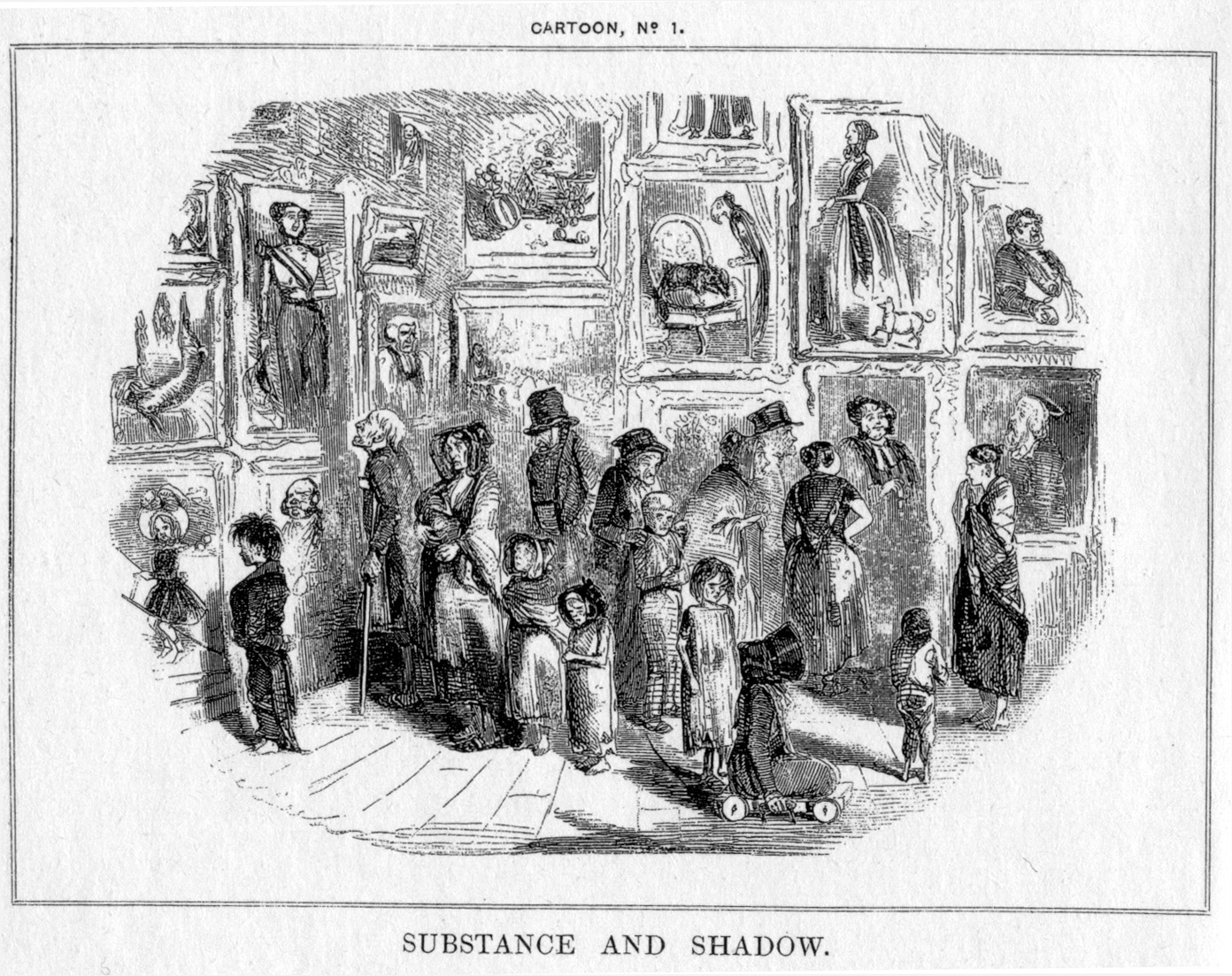
John Leech, Substance and Shadow (1843), publicado como Cartoon, No. 1

El término "caricatura" para referirse a los dibujos cómicos se utilizó por primera vez en Punch en 1843, cuando el Casas del Parlamento iba a ser decorado con murales, y se expusieron al público "caricaturas" para el mural; el término "caricatura" significaba entonces un boceto preliminar acabado en un gran trozo de cartón, o cartone en italiano. La revista Punch se apropió humorísticamente del término para referirse a sus viñetas políticas, y la popularidad de las viñetas de Punch hizo que se extendiera su uso.
Helen Hoppner Coode contribuyó con diecinueve dibujos a Punch y es reconocida como su primera mujer colaboradora.

### Competencia liberal
En las décadas de 1860 y 1870, el conservador Punch tuvo que hacer frente a la competencia del advenedizo diario liberal Fun', pero después de 1874, la fortuna de Fun se desvaneció. En el café de Evans en Londres, las dos revistas tenían "mesas redondas" en competencia entre sí.

### Consecución de mercado y relaciones con otros periódicos
Tras meses de dificultades financieras y falta de éxito en el mercado, Punch se convirtió en un básico de los salones británicos por su humor sofisticado y la ausencia de material ofensivo, especialmente si se compara con la prensa satírica de la época. The Times y el dominical News of the World utilizaban pequeños fragmentos de Punch como relleno de sus columnas, lo que daba a la revista publicidad gratuita e indirectamente le otorgaba cierto grado de respetabilidad, privilegio del que no gozaba ninguna otra publicación cómica. Punch compartió una relación amistosa no sólo con The Times, sino también con revistas dirigidas a un público intelectual como el Westminster Review', que publicó un artículo ilustrado de 53 páginas sobre los dos primeros volúmenes de Punch. El historiador Richard Altick escribe que "A juzgar por el número de referencias a él en las cartas privadas y memorias de la década de 1840...Punch se había convertido en una palabra familiar a uno o dos años de su fundación, comenzando en la clase media y alcanzando pronto el pináculo de la sociedad, la realeza misma".

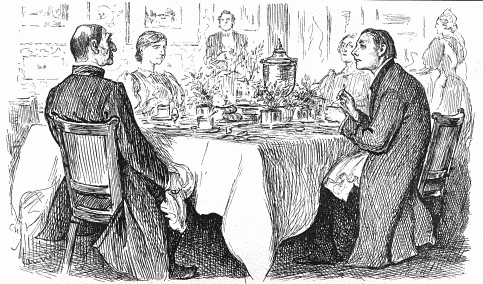
"La verdadera humildad": Obispo: "Me temo que tiene usted un huevo podrido, Sr. Jones"; Cura: "¡Oh, no, mi Señor, se lo aseguro! Algunas partes son excelentes"
George du Maurier, 1895

Aumentando en lectores y popularidad durante el resto de las décadas de 1840 y 1850, Punch fue la historia de éxito de un threepenny semanario que se había convertido en una de las publicaciones periódicas más comentadas y disfrutadas. Punch gozaba de un público que incluía a Elizabeth Barrett, Robert Browning, Thomas Carlyle, Edward FitzGerald, Charlotte Brontë, [la reina Victoria, el príncipe consorte Alberto, Ralph Waldo Emerson, Emily Dickinson, Herman Melville, Henry Wadsworth Longfellow y James Russell Lowell. Punch dio varias frases al idioma inglés, entre ellas The Crystal Palace, y el "Curate's egg" (que se vio por primera vez en una viñeta de George du Maurier de 1895). Varios clásicos del humor británico se publicaron por primera vez en Punch, como el Diario de un don nadie y 1066 y todo eso. Hacia finales del siglo XIX, la nómina artística incluía a Harry Furniss, Linley Sambourne, Francis Carruthers Gould y Phil May. Entre los caricaturistas más destacados del siglo siguiente se encontraban Bernard Partridge, H. M. Bateman, Bernard Hollowood (que también dirigió la revista de 1957 a 1968), Kenneth Mahood y Norman Thelwell.

### Reaparición en 1996 y crisis
A principios de 1996, el hombre de negocios egipcio Mohamed Al-Fayed compró los derechos de la marca y la relanzó. Se dijo que su intención era dar una réplica a la revista británica Private Eye, que se había distinguido por sus críticas a Fayed. Su empeño no tuvo demasiado éxito, y a finales de mayo de 2002 se anunció su cierre definitivo. Los informes de prensa hablan de una pérdida general de 16 millones de libras (alrededor de 28 millones de dólares) después de seis años de andadura, cuando sólo contaba con 6000 suscriptores.

## Legado e influencia
Al menos dos libros clásicos del humor inglés aparecieron por primera vez en Punch: Diary of a Nobody, y 1066 and all that. El archivo de la revista y diverso material documental asociado a ella fue adquirido por la British Library en marzo de 2004.
Punch dio nacimiento a varias expresiones del inglés, como «Curate's egg» y «The Crystal Palace». La revista aparece mencionada en varios libros de Adrian Mole, así como en La guerra de los mundos de H. G. Wells o en  El asesinato de Roger Ackroyd de Agatha Christie.

## Obras que fueron publicadas por primera vez en la revista Punch
En orden alfabético del título en el original en inglés:
- 1066 and All That
- The Book of Snobs (El libro de los esnobs)
- The Diary of a Nobody (Diario de un don nadie)
- Dropping the Pilot
- In Flanders Fields
- Kai Lung: Six
- Mrs. Medwin, historia corta de Henry James
- Once a Week (libro): colección de obras cortas de A. A. Milne
- Prehistoric Peeps
- The Rhodes Colossus: viñeta editorial
- The Song of the Shirt (poema de Thomas Hood)
- Teddy Bear (poema de A. A. Milne), primera aparición de Winnie the Pooh
- Uncommon Law
- Vanity Fair (novela) (La feria de las vanidades)

## Directores
| - Mark Lemon (1841-1870) - Henry Mayhew (1841-1842) - Charles William Shirley Brooks (1870-1874) - Tom Taylor (1874-1880) - Francis Burnand (1880-1906) - Owen Seaman (1906-1932) - E.V. Knox (1932-1949) - Kenneth Bird (1949-1952) - Malcolm Muggeridge (1953-1957) | - Bernard Hollowood (1958-1968) - William Davis (1969-1977) - Alan Coren (1978-1987) - David Taylor (1988) - David Thomas (1989-1992) - Peter McKay (1996-1997) - Paul Spike (1997) - James Steen (1997-2001) - Richard Brass (2001-2002) |

## Colaboradores

### Dibujantes
| - Acanthus (Frank Hoar) - George Adamson - Anton (Antonia Yeoman) - Edward Ardizzone - Murray Ball - C. H. Bennett - Nicolas Bentley - Quentin Blake - Russell Brockbank - Clive Collins - Geoffrey Dickinson - Richard Doyle - Rowland Emett - Noel Ford - ffolkes (Michael Davies) - Fougasse (Kenneth Bird) - Alex Graham (Fred Basset) - J.B. Handelsman | - Michael Heath - Leslie Gilbert Illingworth - Ionicus - John Jensen - Charles Keene - David Langdon - Larry (Terrence Parkes) - John Leech (1817-64) - George du Maurier - Phil May - Brooke McEldowney - Rod McKie - Benjamin Minns - Nick Newman - Bernard Partridge - Matt Percival - John Phillips - Pont (Graham Laidler) | - Matt Pritchett - Arthur Rackham - Leonard Raven-Hill - Albert Rusling - Edward Linley Sambourne - Gerald Scarfe - Ronald Searle - E. H. Shepard - Robert Sherriffs - William Sillince - George Sprod - Joseph Swain - John Tenniel - Norman Thelwell - Bill Tidy - F. H. Townsend - Trog (Wally Fawkes) - E A Worthington |

### Escritores
| - Gilbert Abbott A'Beckett - Kingsley Amis - Alex Atkinson - Joan Bakewell - John Betjeman - Tina Brown - Quentin Crisp - E. M. Delafield - Nigel Dempster - Peter Dickinson - Willard R. Espy - Penelope Fitzgerald - Virginia Graham - Joyce Grenfell | - A. P. Herbert - John Hollingshead - Thomas Hood - Chris Hutchins - Douglas William Jerrold - Miles Kington - James Leavey - Henry Lucy - Olivia Manning - Somerset Maugham - George du Maurier - George Melly - John McCrae - Dominic Midgley - A. A. Milne | - Sylvia Plath - Anthony Powell - W. C. Sellar - Stevie Smith - William Makepeace Thackeray - Artemus Ward - P. G. Wodehouse - Keith Waterhouse - R. J. Yeatman |